# Nuoto pinnato ai Giochi mondiali 2022 - 100 m superficie maschile
La gara dei 100 m superficie maschile di nuoto pinnato ai Giochi mondiali 2022 si è svolta l'8 luglio 2022 a Birmingham. Il programma non prevedeva turni preliminari ma solamente la finale.

## Risultati
| Pos | Atleta                | Nazione  | Tempo |
| --- | --------------------- | -------- | ----- |
|     | Max Poschart          | Germania | 34.50 |
|     | Filip Strikinac       | Croazia  | 34.90 |
|     | Anastasios Mylonakis  | Grecia   | 36.39 |
| 4   | Kohki Ueno            | Giappone | 36.45 |
| 5   | Serhii Smishchenko    | Ucraina  | 36.75 |
| 6   | Juan Camilo Rodriguez | Colombia | 36.77 |
| 7   | Stefano Figini        | Italia   | 37.00 |
| 8   | Shan Yongan           | Cina     | 47.04 |